# Michael Higgs
Michael Higgs (Birmingham, 14 febbraio 1962) è un attore britannico, noto per ruoli di primo piano in due serie televisive di lungo corso: Eddie Santini nella produzione ITV1 The Bill e Andy Hunter in EastEnders..
È sposato con l'attrice Caroline Catz, che incontrò sul set di The Bill. Hanno un figlio di nome Sonny che è nato nel 2001, e una figlia di nome Honor, nata nel 2006.

## Filmografia

### Film
| Anno | Film                 | Ruolo              | Notes           |
| ---- | -------------------- | ------------------ | --------------- |
| 1999 | Notting Hill         | Uomo al mercato    | Non accreditato |
| 2000 | Lover's Prayer       | Vasya              |                 |
| 2000 | Wilfred              | Wilfred Owen       |                 |
| 2000 | La fidanzata ideale  | Regista            |                 |
| 2004 | Deadlines            | Wilmington Journal |                 |
| 2004 | The Lodge            | Alex               | Corto           |
| 2010 | Prisoners of the Sun | Peter Levitz       | Post-produzione |
| 2010 | Amoc                 | Colin              | Post-produzione |
| 2011 | Assassination Games  | Godfrey            |                 |

### TV
| Anno      | Show                                  | Ruolo                  | Note                                     |
| --------- | ------------------------------------- | ---------------------- | ---------------------------------------- |
| 1991      | Chalkface                             | Paul Moon              | 10 episodi                               |
| 1993      | EastEnders                            | Sean                   | 2 episodi                                |
| 1993      | Between the Lines                     | Det. Sgt. Luke         | 1 episodio: What's the Strength of This? |
| 1998-2000 | The Bill                              | PC Eddie Santini       | Series regular                           |
| 2001      | Agatha Christie's Poirot              | Patrick Redfern        | 1 episodio: Evil Under the Sun           |
| 2001      | Bad Girls                             | Dr. Thomas Waugh       | 8 episodi                                |
| 2003-2005 | EastEnders                            | Andy Hunter            |                                          |
| 2006      | Eros Unleashed                        | Phillip                |                                          |
| 2006      | Double Time                           | Barry                  |                                          |
| 2008      | Testimoni silenziosi (Silent Witness) | Inspector Russell King | 2 episodi: Terror (Parts 1 & 2)          |
| 2009      | Trinity                               | Dr. Gabriel Lloyd      | 8 episodi                                |
| 2010      | Material Girl                         | Scott                  | 1 episodio                               |
| 2010      | Identity                              | Malcolm Calshaw        | 1 episodio: Chelsea Girl                 |
| 2010      | Casualty                              | Jack                   | 1 episodio: Entry Wounds                 |
| 2012      | Wizards vs Aliens                     | Michael Clarke         | 12 episodi                               |
| 2021      | I Misteri di Whitstable Pearl         | Frank Matheson         | 1 x 01 - Acque libere                    |
| 2022      | Le indagini di Sister Boniface        | Dick Lansky            | 1 x 02 - Motore, ciak, omicidio!         |

### Teatro
| Anno | Produzione                         | Ruolo         | Note |
| ---- | ---------------------------------- | ------------- | ---- |
| 1996 | La donna in nero                   | Attore        |      |
| 1997 | Misura per misura                  | Angelo        |      |
| 1997 | A Midsummer Night's Dream          | Demetrius     |      |
| 1997 | All's Well That Ends Well          | Bertram       |      |
| 1999 | One Life And Counting              | Aaron         |      |
| 2000 | The Blue Room                      | Diversi ruoli |      |
| 2002 | Il ritorno a casa (The Homecoming) | Teddy         |      |